# Tjörnin
Le Tjörnin, toponyme islandais signifiant littéralement en français « l'étang », est un petit lac urbain d'Islande situé au milieu de la capitale Reykjavik.
On trouve sur sa rive la mairie ainsi que le Musée national des Arts (Listasafn Íslands).
L'Université d'Islande est également située à proximité.
Durant l'hiver, le lac gèle périodiquement, mais de l'eau chaude provenant de sources géothermiques y est introduit afin d'en dégeler une partie pour les oiseaux aquatiques.
Le lac Tjörnin est un paradis pour les ornithologues. Une quarantaine d'espèces d'oiseaux s'y arrête tout au long de l'année. On peut ainsi y voir des sternes arctiques, des goélands, des oies et des cygnes ainsi que de nombreuses espèces de canards.

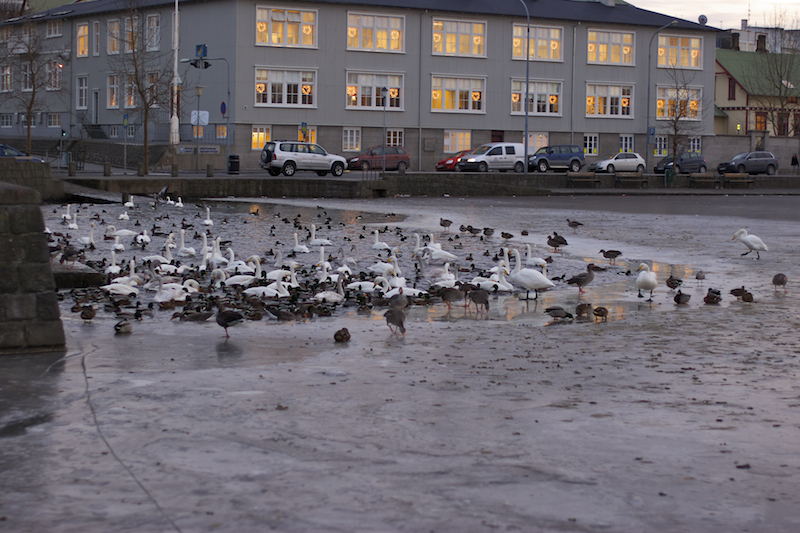
Le Tjörnin en hiver avec sa zone dégelée.

Vue panoramique du Tjörnin.